# Asmate lacticiliata
Asmate lacticiliata är en fjärilsart som beskrevs av Edward Alfred Cockayne 1952. Asmate lacticiliata ingår i släktet Asmate och familjen mätare. Inga underarter finns listade i Catalogue of Life.